# Morgantown (Pennsylvanie)
Pour les articles homonymes, voir Morgantown.
Morgantown est une census-designated place située dans les comtés de Berks et Lancaster, dans le Commonwealth de Pennsylvanie, aux États-Unis. Sa population s’élevait à 826 habitants lors du recensement de 2010.